# Mistrzostwa Europy w Szermierce 1982
Mistrzostwa Europy w Szermierce 1982 – 2. edycja mistrzostw Europy w szermierce, która odbyła we austriackim mieście Mödling w 1982 roku.

## Klasyfikacja medalowa
| Lp. | Państwo    | złoto | srebro | brąz | Razem |
| --- | ---------- | ----- | ------ | ---- | ----- |
| 1   | Włochy     | 2     | –      | 2    | 4     |
| 2   | Polska     | 1     | 1      | 1    | 3     |
| 3   | Szwajcaria | 1     | –      | –    | 1     |
| 4   | Węgry      | –     | 1      | –    | 1     |
| 5   | Niemcy     | –     | 1      | –    | 1     |

## Medaliści

### Mężczyźni
| Złoto           | Srebro            | Brąz            |
| Floret          |                   |                 |
| Mauro Numa      | Mathias Gey       | Andrea Borella  |
| Szpada          |                   |                 |
| Olivier Carrard | Ernő Kolczonay    | Robert Felisiak |
| Szabla          |                   |                 |
| Tadeusz Piguła  | Andrzej Kostrzewa | György Nébald   |

### Kobiety
| Złoto            | Srebro           | Brąz              |
| Floret           |                  |                   |
| Dorina Vaccaroni | Gertrúd Stefanek | Carola Cicconetti |